# Bart Lemmen
Bart Lemmen (* 14. Oktober 1995 in Utrecht) ist ein niederländischer Radrennfahrer, der im Straßenradsport aktiv ist.

## Sportlicher Werdegang
Seinen beruflichen Werdegang begann Lemmen zunächst als Soldat bei der niederländischen Luftwaffe, wo er zum Offizier ausgebildet wurde. Den Radsport betrieb er neben dem Beruf als Hobby und nahm an nationalen Rennen und Militärwettkämpfen teil. Nach mehreren Titel bei den nationalen Militärmeisterschaften wurde er 2021 Militärweltmeister im Einzelzeitfahren. Auf nationaler Ebene war er 2021 der erste Fahrer aus einem Verein, die die niederländische Topcompetitie gewann, eine Serie von Eintagesrennen für Continental Teams und Vereine vergleichbar der Rad-Bundesliga. Für seine Leistungen wurde er mit dem JC-Maassen-Preis, der höchsten militärischen Sportauszeichnung geehrt.
Dank einer teilweisen Freistellung vom Dienst und Weiterbildungstagen wurde Lemmen 2022 Mitglied im VolkerWessels Cycling Team. Bei Kreiz Breizh Elites erzielte er im selben Jahr mit dem Gewinn der vierten Etappe seinen ersten Sieg bei einem Rennen des UCI-Kalenders, die Rundfahrt beendete er als Gesamtfünfter. Als jeweils Siebter der Tour du Loir-et-Cher und der Slowakei-Rundfahrt kam er unter die Top 10 der Gesamtwertung weiterer Rundfahrten.
Zur Saison 2023 kündigte Lemmen seinen Beruf als Soldat und wurde Radprofi beim UCI ProTeam Human Powered Health. In seinem ersten Jahr als Radprofi zeigte er mehrfach sein Potential und konnte sich wiederholt in den Top 10 platzieren. Nach Auflösung seines Teams wechselte er zur Saison 2024 zum Team Visma-Lease a Bike. Gleich bei seinem ersten Renneinsatz wurde er auf der UCI WorldTour Gesamtfünfter der Tour Down Under, es folgte der zehnte Gesamtrang bei der UAE Tour. Bei der Tour of Norway 2024 verpasste er als Gesamtzweiter den Sieg nur um wenige Sekunden.

## Erfolge
2021
- Militärweltmeister – Einzelzeitfahren

2022
- eine Etappe Kreiz Breizh Elites

2025
- Mannschaftszeitfahren Paris–Nizza

## Grand-Tour-Platzierungen
| Grand Tour            | 2024 | 2025 |
| --------------------- | ---- | ---- |
| Giro d’ItaliaGiro     | –    | 42   |
| Tour de FranceTour    | 70   |      |
| Vuelta a EspañaVuelta | –    |      |